# San Lorenzo (Porto Rico)
San Lorenzo è una città di Porto Rico situata nella zona orientale dell'isola. L'area comunale confina a nord con Gurabo, a est con Juncos e Las Piedras, a sud con Yabucoa e Patillas e a ovest con Cayey e Caguas. Il comune, che fu fondato nel 1811, oggi conta una popolazione di quasi 41 000 abitanti ed è suddiviso in 11 circoscrizioni (barrios).